# Сковородківська сільська рада
Сковоро́дківська сільська́ ра́да — адміністративно-територіальна одиниця та орган місцевого самоврядування у Старокостянтинівському районі Хмельницької області. Адміністративний центр — село Сковородки.

## Загальні відомості
Сковородківська сільська рада утворена в 1927 році.
- Територія ради: 49,497 км²
- Населення ради: 1 002 особи (станом на 2001 рік)

## Населені пункти
Сільській раді підпорядковані населені пункти:
- с. Сковородки
- с. Веселе
- с. Круглики

## Склад ради
Рада складається з 14 депутатів та голови.
- Голова ради: Олійник Олексій Васильович
- Секретар ради: Солом'юк Людмила Казимирівна

### Керівний склад попередніх скликань
| Прізвище, ім'я, по батькові | Основні відомості                                                               | Дата обрання | Дата звільнення |
| --------------------------- | ------------------------------------------------------------------------------- | ------------ | --------------- |
| Олійник Олексій Васильович  | Сільський голова, 1954 року народження, освіта середня спеціальна, безпартійний | 26.03.2006   | 31.10.2010      |
| Олійник Олексій Васильович  | Сільський голова, 1954 року народження, освіта середня спеціальна, безпартійний | 31.10.2010   |                 |

Примітка: таблиця складена за даними сайту Верховної Ради України

### Депутати
За результатами місцевих виборів 2010 року депутатами ради стали:

#### За суб'єктами висування
| Суб'єкт висування                                                                    | Кількість обраних депутатів | %    |
| ------------------------------------------------------------------------------------ | --------------------------- | ---- |
| Народна партія                                                                       | 9                           | 64,3 |
| Партія регіонів                                                                      | 2                           | 14,3 |
| Політична партія «УДАР (Український Демократичний Альянс за Реформи) Віталія Кличка» | 2                           | 14,3 |
| Комуністична партія України                                                          | 1                           | 7,1  |

#### За округами
| № округу                                                                             | Прізвище, ім'я, по батькові    | Дата визнання обраним | Освіта             | Партійна приналежність                                                                     | Відомості про обраного депутата                          |
| ------------------------------------------------------------------------------------ | ------------------------------ | --------------------- | ------------------ | ------------------------------------------------------------------------------------------ | -------------------------------------------------------- |
| Комуністична партія України                                                          |                                |                       |                    |                                                                                            |                                                          |
| 12                                                                                   | Слободенюк Микола Михайлович   | 04.11.2010            | середня            | член Комуністичної партії України                                                          | пенсіонер                                                |
| Народна Партія                                                                       |                                |                       |                    |                                                                                            |                                                          |
| 2                                                                                    | Суліма Оксана Степанівна       | 04.11.2010            | середня            | член Народної партії                                                                       | тимчасово не працює                                      |
| 4                                                                                    | Соломюк Людмила Казимирівна    | 04.11.2010            | вища               | член Народної партії                                                                       | Сковородківська с/рада, секретар                         |
| 5                                                                                    | Коцюба Володимир Макарович     | 04.11.2010            | вища               | член Народної партії                                                                       | тимчасово не працює                                      |
| 6                                                                                    | Шнира Василь Іванович          | 04.11.2010            | середня спеціальна | член Народної партії                                                                       | Сковородківська с/рада, слюсар водогону                  |
| 9                                                                                    | Цикалюк Василь Миколайович     | 04.11.2010            | середня            | член Народної партії                                                                       | Сковородківське лісництво, лісник                        |
| 10                                                                                   | Цикалюк Володимир Сергійович   | 04.11.2010            | середня спеціальна | член Народної партії                                                                       | Сковородківське лісництво, лісник                        |
| 11                                                                                   | Ковальчук Віктор Олексійович   | 04.11.2010            | середня спеціальна | член Народної партії                                                                       | Сковородківське лісництво, тракорист                     |
| 13                                                                                   | Костюк Сергій Миколайович      | 04.11.2010            | середня спеціальна | член Народної партії                                                                       | Сковородківське лісництво, лісник                        |
| 14                                                                                   | Самолюк Оксана Іванівна        | 04.11.2010            | вища               | член Народної партії                                                                       | Сковородківська загальноосвітня школа, вчитель           |
| Партія регіонів                                                                      |                                |                       |                    |                                                                                            |                                                          |
| 3                                                                                    | Андрикевич Володимир Цезарович | 04.11.2010            | середня            | член Партії регіонів                                                                       | Сковородківська загальноосвітня школа, оператор котельні |
| 8                                                                                    | Капелюшний Сергій Васильович   | 04.11.2010            | середня спеціальна | член Партії регіонів                                                                       | тимчасово не працює                                      |
| Політична партія «УДАР (Український Демократичний Альянс за Реформи) Віталія Кличка» |                                |                       |                    |                                                                                            |                                                          |
| 1                                                                                    | Чумак Андрій Миколайович       | 04.11.2010            | середня            | член Політичної партії «УДАР (Український Демократичний Альянс за Реформи) Віталія Кличка» | тимчасово не працює                                      |
| 7                                                                                    | Сукач Оксана Іванівна          | 04.11.2010            | середня спеціальна | член Політичної партії «УДАР (Український Демократичний Альянс за Реформи) Віталія Кличка» | Сководківська АСМ, зубний лікар                          |